# 討論番組

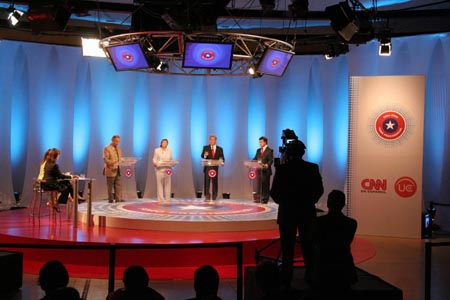
2005年のチリ大統領選挙中に行われたテレビ討論会

討論番組（英語：Debate show; Sunday morning talk show）とは、トーク番組のひとつ。ディベートの要領で、関心のある話題について論じあう。アメリカのNBCミート・ザ・プレスがその元祖となっている。
主に国会議員や評論家、大学や研究機関などに所属する有識者や文化人・タレントらが出演し、問題の背景を論じあう。
生放送では司会者の力量が試され、収録番組では編集するディレクターの意向が大きく反映される場合もある。また、海外ではインタビューの要素が大きく、情報量も重視されるため、日本の番組においての内容の希薄さを指摘されることもある。

## 日本の討論番組

### 番組の形式
日本の討論番組の形式としては、大きく分けて3つの形式がある。
- インタビュー形式

司会者がインタビュアーのように様々な質問をしていく形式。出演者は1〜3人であることが多い。『サンデープロジェクト』はこの形式である。
- ディベート形式

ある問題に関して、2サイド（賛成・反対や与党・野党など）に分かれて議論を行う形式。1サイドが3〜5人であることが多い。日曜討論はこの形式である。
- フリートーク形式

各人が自由に発言する方式。『そこまで言って委員会NP』、『ビートたけしのTVタックル』などはこの形式である。声の大きい・または感情的な方が勝つ、発言者が意見している途中に野次を飛ばして遮ったり、お互いを侮辱し合うなどのおよそ討論とかけ離れた単なる口喧嘩になることが多い。
インタビュー、ディベート形式は報道色が強い番組に多く、出演者も政治家・会社トップなどの実務家が多いのに対し、フリートーク形式はバラエティ色が強いものに多く、出演者も文化人やテレビタレントが多い。

### 歴史
1987年に『朝まで生テレビ!』が放送を開始し、日本でも討論番組が徐々に増え始めた。
1990年代後半にバラエティ色の強い『ここがヘンだよ日本人』がヒットして以降、各局で『真剣10代しゃべり場』『ジェネジャン』『中居正広の家族会議を開こう!』などが放送され、2000年代前半には討論番組がテレビ界でブームとなった。

## 主な討論番組
後ろの●印は、放送中のものを示す。（2024年10月現在）

### 政治関連
NHK
- 日曜討論 ●

日本テレビ系列
- ウェークアップ! ●（読売テレビ）
- 闘論〜TALK BATTLE〜（日テレNEWS24）

テレビ朝日系列
- 朝まで生テレビ! ●（BS朝日）
- 激論!クロスファイア ●（同上）

TBS系列
- 時事放談
- 国会トーク・フロントライン ●[1]（TBS ニュース）

テレビ東京系列
- 田勢康弘の週刊ニュース新書
- ワシントンの日高義樹です
- 渡部昇一の新世紀歓談

フジテレビ系列
- 新報道2001 - 2008 - 2018年3月
- 報道プライムサンデー - 2018年4月 - 2019年3月
- 日曜報道 THE PRIME● - 2019年4月 -
- BSフジLIVE プライムニュース ●（BSフジ）

### その他、バラエティなど
- ビートたけしのTVタックル ●（テレビ朝日、1989年 - ）
- そこまで言って委員会NP ●（読売テレビ、2003年 - ）
- ホンマでっか!?TV ●（フジテレビ、2009年 - ）
- 激論!コロシアム 〜これでいいのか?ニッポン〜 （テレビ愛知、2013年 - 2016年）
- ここがヘンだよ日本人 （TBS、1998年 - 2002年）
- 中居正広の家族会議を開こう!（TBS、1999年 - 2003年）
- なかよしテレビ （フジテレビ、2011年 - 2012年）
- 中居正広プロ野球革命 タブーに挑戦!朝まで徹底討論会（テレビ朝日、2005年 - 2008年）
- 爆笑問題&日本国民のセンセイ教えて下さい!（テレビ朝日、2003年 - 2009年）
- 日本の、これから（NHK、2005年 - 2011年）
- バラエティー生活笑百科 (NHK、1985年 - 2022年)
- 太田光の私が総理大臣になったら…秘書田中。（日本テレビ、定期放送は2006年 - 2010年）
- 談志・陳平の言いたい放だい（TOKYO MX、2004年 - 2008年）
- 勝間和代#デキビジ（BSジャパン、2010年 - 2012年）
- ニュース女子（DHCシアター、2015年 - ）
- バイキングMORE （フジテレビ、2016年 -　2022年）
- 上田と女が吠える夜 ● (日本テレビ)
- トークィーンズ ●　(フジテレビ)

## 準する番組
下記にあげる番組は、「命とは何か？」「働くとは何か？」といったようなより根源的なテーマや全く逆に最近の流行について討論するものである。一般的に討論番組といえば、政治家・学者等の専門家が政治・経済などの社会問題について討論する番組をさし、下記のような番組を含まないことが多いが、形式は討論番組と同じ（前述の分類中のフリートーク形式が多いようである）である。出演者は政治家・学者などの専門家から、タレント・学生・一般の社会人など、非常に幅広い。また、“元引きこもり”のような肩書きで出演するものも多い。10代の視聴者を意識して作られている番組が多い。
- 激マジ!!〜ティーンのホンネ〜（テレビ朝日、1999年）
- 真剣10代しゃべり場（NHK教育、2000年-2006年）
- ジェネジャン（日本テレビ、2002年-2005年）
- 僕らが考える夜 （フジテレビ、2015年）
- 好きか嫌いか言う時間 （TBS、2016年 - 2017年）